# Lekkoatletyka na Letnich Igrzyskach Olimpijskich 1948 – bieg na 10 000 m mężczyzn
Bieg na 10 000 metrów mężczyzn był jedną z konkurencji rozgrywanych podczas XIV Letnich Igrzysk Olimpijskich. Biegi zostały rozegrane w  30 lipca 1948 roku w Empire Stadium w Londynie. Wystartowało 27 zawodników z 15 krajów.

## Rekordy
Tabela uwzględnia rekordy uzyskane przed rozpoczęciem rywalizacji.
|                   | Zawodnik          | Wynik   | Miejsce                       | Data             |
| ----------------- | ----------------- | ------- | ----------------------------- | ---------------- |
| Rekord świata     | Viljo Heino       | 29:35,4 | Helsinki Finlandia            | 25 sierpnia 1944 |
| Rekord olimpijski | Janusz Kusociński | 30:11,4 | Los Angeles Stany Zjednoczone | 31 lipca 1932    |

## Terminarz
| Data          | Godzina |       |
| ------------- | ------- | ----- |
| 30 lipca 1948 | 18:00   | Finał |

## Wyniki

### Finał
| Poz. | Zawodnik               | Reprezentacja     | Czas    | Uwagi |
| ---- | ---------------------- | ----------------- | ------- | ----- |
| 1.   | Emil Zátopek           | Czechosłowacja    | 29:59,6 | OR    |
| 2.   | Alain Mimoun           | Francja]          | 30:47,4 |       |
| 3.   | Bertil Albertsson      | Szwecja           | 30:53,6 |       |
| 4.   | Martin Stokken         | Norwegia          | 30:58,6 |       |
| 5.   | Severt Dennolf         | Szwecja           | 31:05,0 |       |
| 6.   | Ben Saïd Abdallah      | Francja           | 31:07,8 |       |
| 7.   | Stan Cox               | Wielka Brytania   | 31:08,0 |       |
| 8.   | Jim Peters             | Wielka Brytania   | 31:16,0 |       |
| 9.   | Salomon Könönen        | Finlandia         | b.d.    |       |
| 10.  | Eddie O'Toole          | Stany Zjednoczone | b.d.    |       |
| 11.  | Fred Wilt              | Stany Zjednoczone | b.d.    |       |
|      | Ricardo Bralo          | Argentyna         | b.d.    |       |
|      | Eusebio Guiñez         | Argentyna         | b.d.    |       |
|      | Jakob Kjersem          | Norwegia          | b.d.    |       |
|      | Jef Lataster           | Holandia          | b.d.    |       |
|      | Lou Wen-ngau           | Chiny             | b.d.    |       |
|      | Steve McCooke          | Wielka Brytania   | b.d.    |       |
|      | Constantino Miranda    | Hiszpania         | b.d.    |       |
|      | Harold Nelson          | Nowa Zelandia     | b.d.    |       |
|      | André Paris            | Francja           | b.d.    |       |
|      | Manny Ramjohn          | Trynidad i Tobago | b.d.    |       |
|      | Gregorio Rojo          | Hiszpania         | b.d.    |       |
|      | Paddy Fahey            | Irlandia          | DNF     |       |
|      | Viljo Heino            | Finlandia         | DNF     |       |
|      | Evert Heinström        | Finlandia         | DNF     |       |
|      | Robert Everaert        | Belgia            | DNF     |       |
|      | Herman Goffberg        | Stany Zjednoczone | DNF     |       |
|      | Ham Kee-Yong           | Korea Południowa  | DNS     |       |
|      | Delfo Cabrera          | Argentyna         | DNS     |       |
|      | Vasilios Mavrapostolos | Grecja            | DNS     |       |
|      | Jenő Szilágyi          | Węgry             | DNS     |       |
|      | Sim Bok-Seok           | Korea Południowa  | DNS     |       |